# Rue de la Charbonnière
La rue de la Charbonnière est une voie du 18e arrondissement de Paris, en France.

## Situation et accès

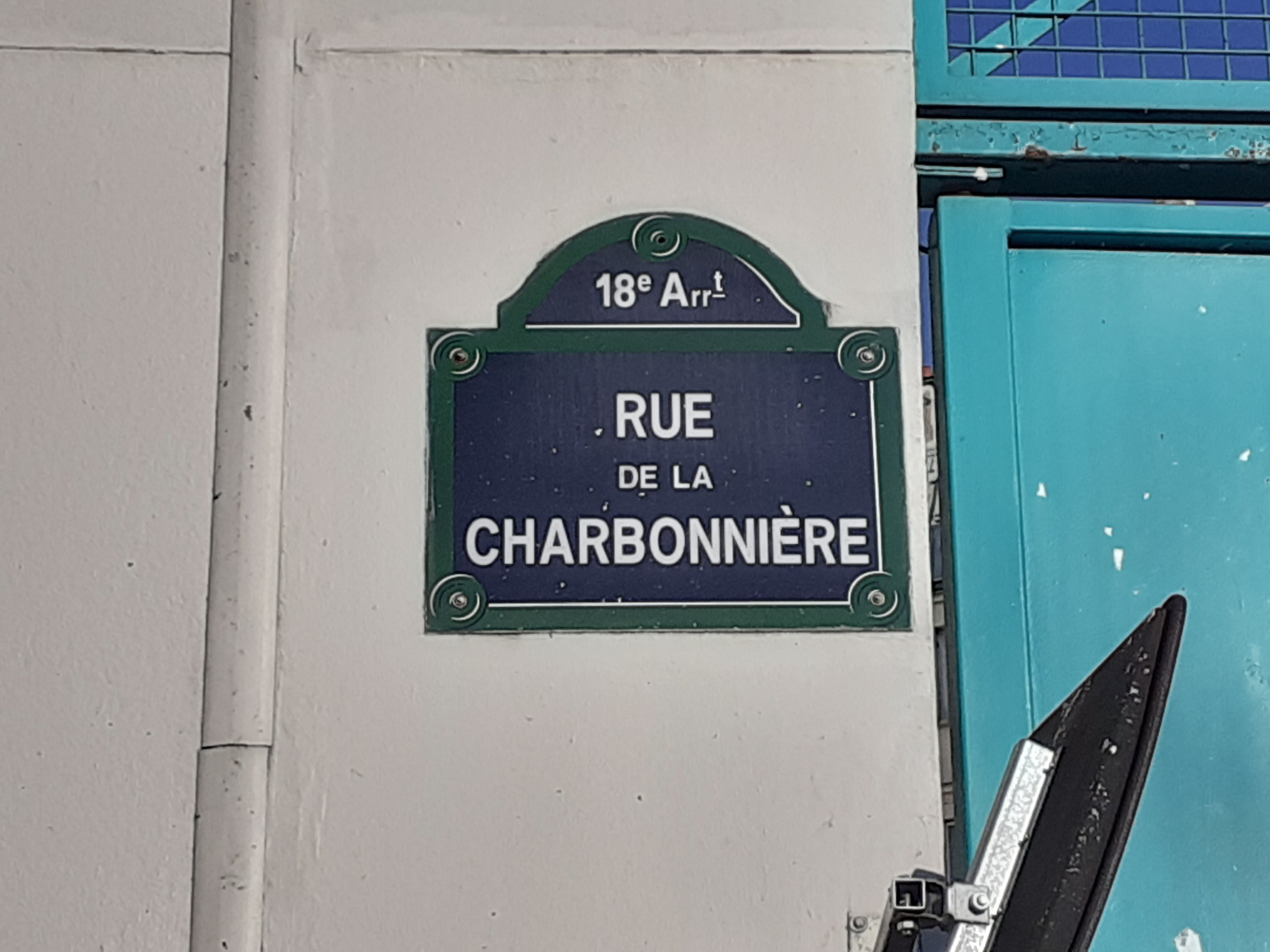
Plaque de la rue de la Charbonnière.

La rue de la Charbonnière est une voie publique située dans le 18e arrondissement de Paris. Elle débute au 23, rue de Jessaint et 1, rue de la Goutte-d'Or et se termine au 100, boulevard de la Chapelle.

## Origine du nom
Elle porte le nom d'un lieu-dit. 

## Historique
La rue est ouverte sur la commune de La Chapelle dans un hameau dit « hameau Saint-Ange », du nom du premier propriétaire du lieu, Trutat de Saint-Ange. L'intersection entre les rues de la Charbonnière et de Chartres a été nommée « place Saint-Ange » jusqu'en 1877,. À cette même date, une autre rue du 18e arrondissement (anciennement sur la commune de Montmartre), appelée « de la Charbonnière », est rebaptisée « rue du Simplon » pour éviter la confusion.
Après le rattachement de La Chapelle à Paris par la loi du 16 juin 1859, la rue est officiellement rattachée à la voirie parisienne par un décret du 23 mai 1863, faisant suite à une délibération du conseil municipal de Paris du 6 février de la même année.
La rue de la Charbonnière était connue aussi sous le nom de « la pieuvre aux vingt tentacules »[réf. nécessaire], du fait de la présence et de la prolifération de la prostitution, jusqu’à la fin des années 70, avec les rues avoisinantes comme la rue de Chartres, rue Fleury, rue de la Goutte-d'Or et une partie du boulevard de la Chapelle, pour avoir abrité des hôtels et des maisons d’abattages et des hôtels de passe, pour la plupart détruits de nos jours.

## Bâtiments remarquables et lieux de mémoire
- Centre musical Fleury Goutte d'Or-Barbara, à l'angle avec la rue Fleury.